# Echinacea pallida
Espèce
Classification phylogénétique
Echinacea pallida, l’Échinacée pâle, est une espèce de plantes à fleurs de la famille des Asteraceae.
C'est une plante herbacée pouvant atteindre jusqu'à 1,20 m de haut.
C'est une espèce originaire d'Amérique du Nord.

## Description
Ses capitules sont pourpre pâle, parfois violettes ou blanches. Elles sont généralement solitaires mais on peut les trouver groupées.

## Histoire
Cette espèce d'Echinacea était utilisée par les Amérindiens d'Amérique du Nord situés à l'est des Rocheuses. Jusqu'au XVIIIe siècle, son emploi était très répandu et consacré au traitement de nombreuses maladies chez les populations indigènes, tel que les infections respiratoires. La découverte dans le Nebraska de racines d'Echinacée confirme son utilisation entre 1772 et 1810.
Inspirés par la tradition amérindienne, les médecins nord-américains du XVIIIe siècle l'utilisèrent peu à peu, et elle fut reconnue officiellement en 1895 comme plante médicinale en Amérique du Nord. Vers les années 1950, l’usage de la plante a pratiquement disparu au profit des médicaments antibiotiques. Elle connaît un regain d’intérêt depuis qu’on a découvert l’inquiétant phénomène de la résistance des micro-organismes aux antibiotiques, notamment en Europe, où elle tient une place importante dans le domaine de la phytothérapie.
Néanmoins, en 2015, une étude conclut qu'il y n'a aucune association entre les produits issus de l'Echinacea et une diminution de la durée des rhumes.

### Utilisation
On utilise sa racine sous forme d'infusion, de poudre, de teinture ou de goutte.

### Composant
Parmi les principaux principes actifs d'Echinaceae pallida, on trouve les acides caféiques et les huiles essentielles.